# Heinrich Brüning
Heinrich Aloysius Maria Elisabeth Brüning (Münster, 26 de novembro de 1885 – Norwich, 30 de março de 1970) foi um político e acadêmico do Partido do Centro Alemão, que serviu como chanceler da Alemanha durante a República de Weimar, de 1930 a 1932.
Cientista político e ativista social cristão, ele entrou na política na década de 1920 e foi eleito para o Reichstag em 1924. Em 1930, ele foi nomeado chanceler interino, logo quando a Grande Depressão estava se instalando. Suas políticas de austeridade em resposta foram impopulares, com a maioria do Reichstag se opondo, então ele governou por decretos de emergência emitidos pelo presidente Paul von Hindenburg, anulando o Reichstag. Isso durou até maio de 1932, quando sua política de distribuição de terras ofendeu Hindenburg, que se recusou a emitir mais decretos. Brüning renunciou em resposta à recusa.
Depois que Hitler assumiu o poder, Brüning fugiu da Alemanha em 1934. Ele acabou se estabelecendo nos Estados Unidos. De 1937 a 1952, foi professor na Universidade de Harvard. Ele retornou à Alemanha em 1951 para lecionar na Universidade de Colônia, mas mudou-se novamente para os Estados Unidos em 1955 e viveu o resto dos dias aposentado em Vermont.
Brüning continua sendo uma figura controversa na história da Alemanha, com historiadores debatendo se ele foi o "último baluarte da República de Weimar" ou o "agente funerário da República", ou ambos. Os estudiosos estão divididos sobre a margem de manobra que ele teve durante a Depressão, num período de grande instabilidade política.  Embora pretendesse proteger o governo da República, suas políticas, principalmente o uso de poderes de emergência, também contribuíram para o declínio gradual da República de Weimar durante sua chancelaria.

## Biografia
Nascido em Münster, na Vestfália, Brüning perdeu o pai quando tinha um ano de idade, e por isso seu irmão mais velho, Hermann Joseph, desempenhou um papel importante em sua criação em uma família devotamente católica romana. Depois de se formar no Gymnasium Paulinum, ele inicialmente se dedicou à profissão jurídica, mas depois estudou Filosofia, História, Alemão e Ciência Política na Universidade de Estrasburgo, na London School of Economics e na Universidade de Bonn, onde em 1915 recebeu um doutorado por sua tese sobre as implicações financeiras, econômicas e legais da nacionalização do sistema ferroviário britânico. O historiador Friedrich Meinecke, um de seus professores em Estrasburgo, teve grande influência em Brüning. 
Voluntário da infantaria, ele foi aceito apesar de sua miopia e fraqueza física, e serviu na Primeira Guerra Mundial de 1915 a 1918. Ele foi promovido a tenente no regimento de infantaria nº 30, Graf Werder, e comandante de companhia no final da guerra. Ele foi citado por bravura e recebeu a Cruz de Ferro de segunda e primeira classe.  Apesar de ter sido eleito para um conselho de soldados após o armistício de 11 de novembro de 1918,  Brüning não aprovou a Revolução Alemã de 1918-1919, que terminou com o estabelecimento da República de Weimar. 

## Ascensão política
Apesar da sua relutância em falar sobre a sua vida privada, presume-se que a sua experiência de guerra e as suas consequências o persuadiram a não prosseguir a sua carreira académica, e ele preferiu ajudar antigos soldados a reintegrarem-se na vida civil, ajudando-os a encontrar emprego ou a prosseguir os seus estudos.  Ele colaborou com o reformador social Carl Sonnenschein e trabalhou na "Secretaria de trabalho social estudantil". Depois de seis meses, ele entrou para o departamento de assistência social da Prússia e se tornou um colaborador próximo de Adam Stegerwald, o ministro. Stegerwald, também líder dos sindicatos cristãos, nomeou-o chefe executivo dos sindicatos em 1920,  cargo que Brüning manteve até 1930.
Como editor do jornal sindical Der Deutsche (O Alemão),  Brüning defendeu um "estado social popular" e uma "democracia cristã",  com base nas ideias do corporativismo cristão. Em 1923, Brüning esteve ativamente envolvido na organização da resistência passiva no "Ruhrkampf".  Brüning juntou-se ao Partido do Centro e em 1924 foi eleito para o Reichstag, representando Breslau.  No Reichstag, ele rapidamente se tornou conhecido como especialista financeiro e conseguiu aprovar a chamada Lei Brüning, que restringia a parcela dos trabalhadores nos impostos de renda a não mais do que 1,2 bilhão de Reichsmarks. 
De 1928 a 1930, Brüning serviu como membro do Landtag da Prússia.  Em 1929, após a sua eleição como líder do grupo do Partido do Centro no Reichstag,  o acordo do seu partido com o Plano Young foi condicionado a uma garantia de aumentos de impostos que assegurassem um orçamento equilibrado.  Isso lhe rendeu a atenção do presidente Paul von Hindenburg.

## Chanceler

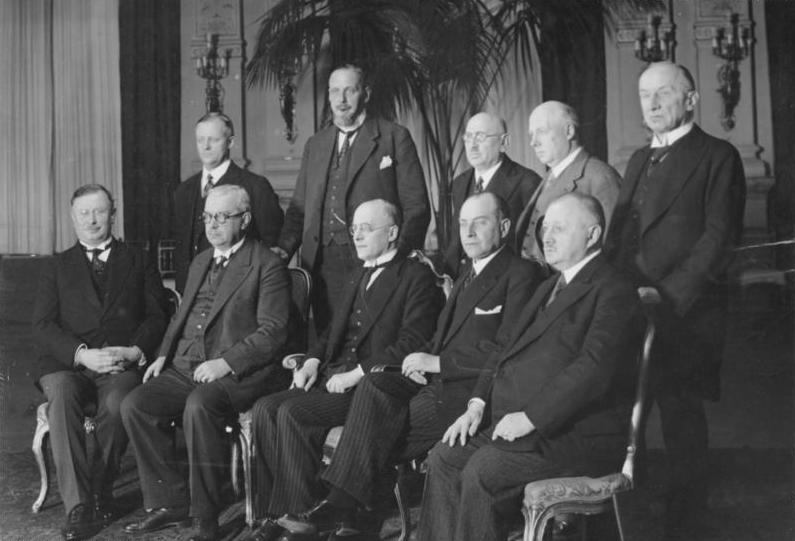
Primeiro gabinete de Brüning, março de 1930.

Em março de 1930, a grande coalizão liderada pelo social-democrata Hermann Müller entrou em colapso. Hindenburg nomeou Brüning chanceler em 29 de março de 1930. A perspicácia financeira e económica de Brüning, combinada com a sua abertura às questões sociais, fizeram dele um candidato a chanceler e o seu serviço de guerra como oficial da linha da frente tornou-o aceitável para Hindenburg. 

### Grande Depressão e política econômica
O governo enfrentou a Grande Depressão. Ao mesmo tempo, o Plano Young de 1929 reduziu bastante as reparações de guerra devidas pela Alemanha, mas pagar o restante exigiu severas medidas de austeridade. Brüning revelou aos seus associados na Federação Trabalhista Alemã que seu principal objetivo como chanceler seria libertar a economia alemã do fardo das reparações e da dívida externa. Isso exigiria crédito restrito e uma reversão deflacionária de todos os aumentos salariais (desvalorização interna). Estas políticas começaram sob o governo de Müller, mas seriam prosseguidas de forma muito mais abrangente sob Brüning.  
O Reichstag rejeitou as medidas de Brüning no prazo de um mês.  Hindenburg, já decidido a reduzir a influência do Reichstag, viu esse evento como o "fracasso do parlamento" e, com o consentimento de Brüning, convocou novas eleições, a serem realizadas em setembro. Enquanto isso, as medidas de Brüning foram implementadas no verão por decretos presidenciais de emergência (Notverordnung), nos termos do Artigo 48 da Constituição de Weimar. As medidas deflacionárias levaram a um superávit comercial, mas aumentaram o desemprego e a pobreza.  À medida que o desemprego continuava a aumentar, os cortes de Brüning nos salários e na assistência pública, combinados com o aumento de preços e impostos, aumentaram a miséria entre os trabalhadores e os desempregados. Isto deu origem ao slogan "Brüning verordnet Not!" ("Brüning decreta dificuldades"), aludindo às suas medidas implementadas pela Notverordnung. 
Brüning se tornou extremamente impopular. Hindenburg desejava basear o governo nos partidos de direita, mas o Partido Popular Nacional Alemão (DNVP), de direita, se recusou a apoiar o governo de Brüning. Para desgosto do presidente, Brüning teve de confiar no seu próprio Partido do Centro, o único partido que o apoiava totalmente, e na tolerância dos sociais-democratas. 

### Crise política e dissidência governamental
Nas eleições de setembro, os partidos da grande coalizão perderam muitos assentos, enquanto os comunistas e os nacional-socialistas (nazistas) obtiveram grandes ganhos. Isso deixou Brüning sem qualquer esperança de formar uma maioria no Reichstag. Em vez disso, ele continuou a governar por Notverordnung. Ele cunhou o termo "democracia autoritária" para descrever esta forma de governo, baseada na cooperação do presidente e do parlamento.  Brüning era um tanto ambivalente em relação à democracia. Logo após assumir o cargo, ele limitou drasticamente  liberdade de imprensa. Segundo uma estimativa, 100 edições de jornais eram proibidas todos os meses. 

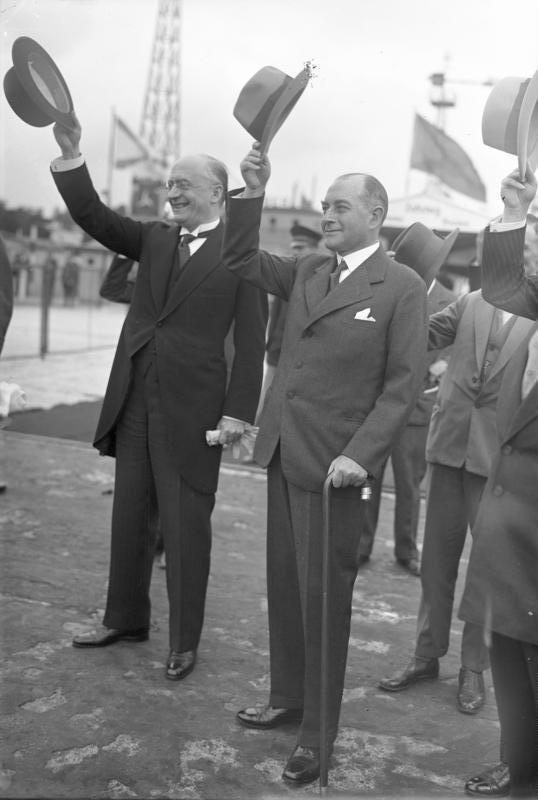
Chanceler Brüning (à esquerda) e Ministro das Relações Exteriores Julius Curtius (à direita) se despedindo do Primeiro Ministro Britânico Ramsay MacDonald no Aeroporto Tempelhof de Berlim, julho de 1931

As duras políticas econômicas de Brüning minaram o apoio tácito dos sociais-democratas ao governo, enquanto os membros liberais e conservadores do gabinete eram a favor da abertura do governo à direita. O presidente Hindenburg, pressionado por sua camarilha e chefe militar Kurt von Schleicher, também defendeu tal movimento e insistiu em uma remodelação do gabinete, especialmente a remoção dos ministros Joseph Wirth e Theodor von Guérard, ambos do Partido do Centro. 
Os desejos do presidente também dificultaram a determinação do governo em combater os partidos extremistas e suas respectivas organizações paramilitares. O chanceler e o presidente concordaram que a brutalidade, a intolerância e a demagogia dos comunistas e nazistas os tornavam inaptos para o governo, e Brüning acreditava que o governo era forte o suficiente para conduzir a Alemanha através da crise sem o apoio dos nazistas. 
No entanto, ele negociou com Hitler sobre tolerância ou uma coalizão formal, sem ceder aos nazistas qualquer posição de poder ou apoio total por decreto presidencial. Por causa dessas reservas, as negociações não deram em nada e, quando a violência nas ruas atingiu novos patamares em abril de 1932, Brüning proibiu tanto o "Rotfrontkämpferbund" comunista quanto o Sturmabteilung nazista. A reação desfavorável nos círculos de direita minou ainda mais o apoio de Hindenburg a Brüning.  
Brüning sofreu pensando em como conter a crescente onda nazista, especialmente porque não se esperava que Hindenburg sobrevivesse a mais um mandato completo como presidente caso decidisse concorrer novamente. Se Hindenburg morresse no cargo, Hitler seria um forte favorito para sucedê-lo. 

#### Restauração da monarquia
Em suas memórias publicadas postumamente, Brüning afirma, sem apoio de documentos contemporâneos, que encontrou uma solução de última hora para impedir que Hitler tomasse o poder: restaurar a monarquia Hohenzollern. Ele planejou persuadir o Reichstag a cancelar a eleição presidencial alemã de 1932 e estender o mandato de Hindenburg. Ele então teria feito o Reichstag proclamar uma monarquia, com Hindenburg como regente. Após a morte de Hindenburg, um dos filhos do príncipe herdeiro Guilherme teria sido convidado a assumir o trono. A monarquia restaurada teria sido uma monarquia constitucional de estilo britânico, na qual o poder real teria pertencido ao legislativo. 
Ele conseguiu obter apoio de todos os principais partidos, exceto os nacionalistas, comunistas e nazistas, tornando muito provável que o plano obtivesse a maioria de dois terços necessária para ser aprovado. O plano fracassou, no entanto, quando Hindenburg, um monarquista tradicional, recusou-se a apoiar a restauração da monarquia, a menos que o Kaiser Guilherme II fosse chamado de volta do exílio na Holanda. Quando Brüning tentou convencê-lo de que nem os sociais-democratas nem a comunidade internacional aceitariam o regresso do Kaiser deposto, Hindenburg expulsou-o do seu cargo. 

### Política externa
Apesar de suas políticas de austeridade econômica, Brüning seguiu uma política externa de direita nacionalista. Ele queria construir dois cruzadores de batalha para a Reichsmarine e expandiu a influência alemã na Europa Central e Oriental, assinando tratados comerciais bilaterais com o Reino da Hungria e o Reino da Romênia.  Brüning tentou aliviar o fardo dos pagamentos de reparação e alcançar a igualdade alemã na questão do rearmamento. Em 1930, ele respondeu à iniciativa de Aristide Briand de formar os "Estados Unidos da Europa" exigindo igualdade total para a Alemanha, recusando ofertas de assistência financeira francesa para ajudar a economia alemã em deterioração. 
A política externa nacionalista de Brüning congelou os investimentos na Alemanha e dificultou seus esforços para obter empréstimos estrangeiros. Em 1931, os planos para uma união aduaneira entre a Alemanha de Weimar e a Primeira República Austríaca foram frustrados pela oposição francesa. Brüning respondeu emitindo um comunicado agressivo exigindo a anulação do Tratado de Versalhes e anunciando uma moratória unilateral nas reparações alemãs. O comunicado levou a um pânico financeiro que esgotou as reservas do Reichsbank e levou a crises bancárias no Danatbank e no Dresdner Bank. 
O presidente dos EUA, Herbert Hoover, tentou evitar mais crises políticas e econômicas negociando a Moratória Hoover, adiando reparações e o pagamento de dívidas entre os Aliados. A França desaprovou a moratória e atrasou a ratificação por tempo suficiente para desencadear uma corrida bancária que levou ao colapso do Danatbank. O Reichsbank foi forçado a fechar o sistema financeiro e retirar o Reichsmark do padrão-ouro. Também estabeleceu controles de importação e nacionalizou reservas em moeda estrangeira. As ações de Brüning fizeram com que o Banco da Inglaterra abandonasse a paridade ouro da libra esterlina, o que agravou gravemente a Grande Depressão.  No verão de 1932, após a renúncia de Brüning, os seus sucessores colheram os frutos da sua política na conferência de Lausanne, que reduziu as reparações a um pagamento final de 3 mil milhões de marcos. 
As negociações sobre o rearmamento fracassaram na Conferência de Genebra de 1932, pouco antes de sua renúncia, mas em dezembro o "Acordo das Cinco Potências" aceitou a igualdade militar da Alemanha.

### Reeleição de Hindenburg e queda de Brüning

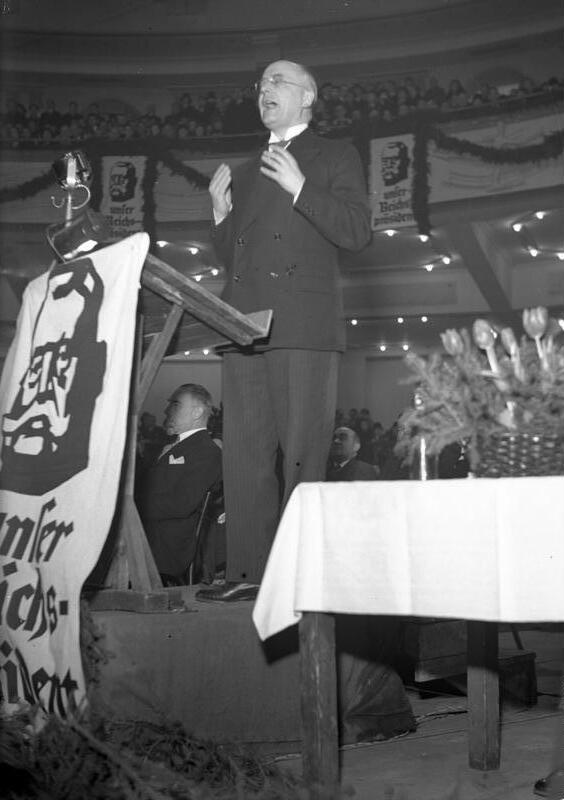
Chanceler Brüning em campanha pela reeleição de Hindenburg, Berlin Sportpalast, março de 1932

Hindenburg inicialmente não estava disposto a concorrer à reeleição como presidente, mas depois mudou de ideia. Na eleição presidencial de 1932, Brüning fez uma campanha vigorosa para Hindenburg, juntamente com praticamente toda a esquerda e o centro alemães, chamando-o de "venerada personalidade histórica" e "o guardião da constituição". Após dois turnos de votação, Hindenburg foi reeleito com uma maioria substancial sobre seu principal oponente, Hitler. No entanto, Hindenburg considerou vergonhoso ter sido eleito com os votos dos "vermelhos" e dos "católicos", como ele chamava os social-democratas e o Partido do Centro, majoritariamente católico. Ele percebeu que era considerado o menor dos dois males por eles e compensou essa "vergonha" movendo-se mais para a direita. Sua saúde debilitada aumentou a influência da camarilha.
À medida que Brüning gradualmente perdia o apoio de Hindenburg, a proibição da organização paramilitar nazista SA, iniciada pelo Ministro Wilhelm Groener em 13 de abril de 1932, agravou o conflito e levou a um considerável ressentimento entre Hindenburg e seu amigo de confiança Kurt von Schleicher. Ao mesmo tempo, ele foi violentamente atacado pelos Junkers prussianos, liderados por Elard von Oldenburg-Januschau, que se opuseram às políticas de Brüning de distribuição de terras a trabalhadores desempregados no curso do programa de Ajuda Oriental (Osthilfe) e o denunciaram como um "agro-bolchevique" para Hindenburg. 
O presidente, tendo um conflito de interesses pessoal como proprietário de uma propriedade Junker altamente endividada, recusou-se a assinar quaisquer outros decretos de emergência. Como consequência, Brüning e seu gabinete renunciaram em 30 de maio de 1932, "100 metros antes do fim".  Brüning foi o primeiro chanceler de Weimar removido a pedido do presidente e não do parlamento. 

## Pós-renúncia
Depois que Brüning renunciou ao cargo de chanceler, o presidente do Partido do Centro, Ludwig Kaas, pediu a Brüning que o substituísse, mas o ex-chanceler recusou e pediu que Kaas ficasse. Brüning apoiou a oposição determinada de seu partido ao seu sucessor, Franz von Papen. Ele também apoiou o restabelecimento de um Reichstag funcional, cooperando com os nazistas e negociando com Gregor Strasser. 
Depois que Hitler se tornou chanceler em 30 de janeiro de 1933, Brüning fez uma vigorosa campanha contra o novo governo nas eleições de março de 1933. Mais tarde naquele mês, ele se opôs veementemente à Lei de Concessão de Plenos Poderes de Hitler, chamando-a de "a resolução mais monstruosa já exigida de um parlamento". Mas, tendo recebido garantias de Hitler de que o Partido do Centro não seria banido, ele cedeu à disciplina do partido e votou a favor do projeto de lei. Com os deputados comunistas já banidos do Reichstag, apenas os sociais-democratas votaram contra o ato. 
Kaas, um padre, mudou-se para Roma em 1933 para ajudar o Vaticano a negociar com a Alemanha. Então, em maio de 1933, ele renunciou como presidente do partido, e Brüning foi eleito presidente em 6 de maio. Esperando se adaptar à ordem pós-Lei de Concessão, o partido adotou uma versão diluída do Führerprinzip; jornais pró-centro agora declaravam que os membros do partido, ou "séquito", se submeteriam totalmente a Brüning. Isso só serviu para dar mais alguns meses de vida ao partido. Membros proeminentes eram frequentemente presos e espancados, funcionários públicos pró-centro eram demitidos e autoridades nazistas exigiam que o partido se dissolvesse ou seria banido. Curvando-se ao inevitável, Brüning dissolveu o Partido do Centro em 5 de julho. 

## Exílio e anos posteriores
Em 1934, Brüning foi avisado por amigos sobre a iminente Noite das Facas Longas. Em 3 de junho, 27 dias antes do expurgo, ele fugiu da Alemanha via Holanda.  Depois de ficar na Suíça e no Reino Unido, ele foi para os Estados Unidos em 1935. Em 1937, tornou-se professor visitante na Universidade de Harvard e foi Professor Lucius N. Littauer de Governo em Harvard de 1939 a 1952. Tornou-se membro da Academia Americana de Artes e Ciências em 1938. Ele alertou o público americano sobre os planos de guerra de Hitler e, mais tarde, sobre a agressão soviética e seus planos de expansão, mas em ambos os casos seus conselhos foram amplamente ignorados.
Em 1951, ele retornou à Alemanha, estabelecendo-se em Colônia, na Alemanha Ocidental, onde lecionou como professor de ciência política na Universidade de Colônia até se aposentar em 1953. Em parte devido à sua insatisfação com as políticas do chanceler Konrad Adenauer,  ele retornou aos EUA em 1955. Lá, ele revisou o manuscrito de suas Memórias 1918–1934, que foi editado por sua assistente de longa data, Claire Nix. Devido ao conteúdo altamente controverso das memórias, elas só foram publicadas depois de sua morte em 1970. Partes das memórias são consideradas pouco confiáveis, não baseadas em registros históricos e uma autojustificação para sua política durante a República de Weimar.    
Brüning morreu em 30 de março de 1970 em Norwich, Vermont,  e foi enterrado em sua cidade natal, Münster.

## Avaliação histórica
O debate continua sobre se a política de deflação de Brüning não tinha alternativa. Alguns argumentam que os Aliados não teriam permitido, em nenhuma circunstância, uma desvalorização do Reichsmark, enquanto outros apontam a Moratória Hoover como um sinal de que os Aliados entenderam que a situação havia mudado fundamentalmente e que novos pagamentos de reparação alemães eram impossíveis. Brüning esperava que a política de deflação piorasse temporariamente a situação econômica antes de começar a melhorar, aumentando rapidamente a competitividade da economia alemã e restaurando sua credibilidade. Sua visão de longo prazo era que a deflação seria, em qualquer caso, a melhor maneira de ajudar a economia. O seu principal objectivo era pôr fim aos pagamentos de reparações da Alemanha, convencendo os Aliados de que já não poderiam ser pagos.  Anton Erkelenz, presidente do Partido Democrático Alemão e crítico contemporâneo de Brüning, disse que a política de deflação era:
Uma tentativa legítima de libertar a Alemanha das garras dos pagamentos de reparações, mas na realidade não significou nada mais do que cometer suicídio por temer a morte. A política de deflação causa muito mais danos do que os pagamentos de reparações de 20 anos... Lutar contra Hitler é lutar contra a deflação e a enorme destruição dos fatores de produção.
Em 1933, o economista americano Irving Fisher desenvolveu a teoria da deflação da dívida. Ele explicou que a deflação causa um declínio nos lucros e nos preços dos ativos, e um declínio ainda maior no patrimônio líquido das empresas. Mesmo as empresas saudáveis podem, portanto, parecer sobreendividadas e à beira da falência. 
Embora seja uma teoria popular que o desempenho económico e o governo democrático estejam positivamente correlacionados (mais recursos e trabalhadores como resultado da industrialização que estimula o crescimento económico), não é o único factor que popularizou o apoio ao NSDAP.  No seu artigo, "A sociedade civil e o colapso da República de Weimar", Sheri Berman afirma que Hitler conseguiu infiltrar-se em grupos cívicos e aumentar a sua base dessa forma, citando as características fragmentadoras da sociedade civil como a principal causa da ascensão do NSDAP ao poder.  Nessas sociedades cívicas, os grupos incutiram valores antidemocráticos nos seus participantes.  A partir daí, Hitler conseguiu infiltrar-se nos grupos e utilizar os seus líderes, trabalhando internamente. 
Como o governo não conseguiu responder a todas as críticas antidemocráticas dos grupos da sociedade civil, alguns grupos alinharam-se com os populistas que os apoiariam, o que acabou por levar ao alinhamento com o Partido Nazista.  Como afirma David Rieff, a sociedade civil, sendo uma força unificadora, é verdadeira na medida em que as pessoas serão inerentemente boas nos seus ideais.  Ao usar os chefes dos comitês cívicos, Hitler conseguiu espalhar sua mensagem nos grupos e promover sua agenda sem realmente fazer campanha. Devido à “falta de qualquer consenso básico sobre o passado, presente e futuro do Estado e da sociedade alemães”,  os grupos de associações cívicas eram ovelhas à espera de serem lideradas por um pastor. Portanto, concentrar-se nas contradições e ambivalências da sociedade civil fornecerá a verdadeira razão para a ascensão do NSDAP. 